# Canetti Peak
Der Canetti Peak (bulgarisch връх Канети wrach Kaneti) ist ein 400 m hoher Berg auf der Livingston-Insel im Archipel der Südlichen Shetlandinseln. Im Friesland Ridge der Tangra Mountains ragt er 1,2 km westsüdwestlich des MacKay Peak auf. Besonders markant ist sein nahezu unvereister Westhang.
Die bulgarische Kommission für Antarktische Geographische Namen benannte den Berg 2004 nach dem in Bulgarien geborenen Schriftsteller und Nobelpreisträger Elias Canetti (1905–1994).